# Bereza (województwo lubelskie)
Bereza – wieś w Polsce położona w województwie lubelskim, w powiecie bialskim, w gminie Międzyrzec Podlaski.
Wieś była własnością starosty guzowskiego i nowomiejskiego Stanisława Opalińskiego w 1673 roku, leżała w ziemi mielnickiej województwa podlaskiego w 1795 roku. W latach 1975–1998 miejscowość administracyjnie należała do województwa bialskopodlaskiego.
Wieś jest sołectwem w gminie Międzyrzec Podlaski. Według Narodowego Spisu Powszechnego z roku 2011 wieś liczyła 598 mieszkańców.
Wierni Kościoła rzymskokatolickiego należą do parafii św. Mikołaja w Międzyrzecu Podlaskim.